# Нел ван Вліт
Нел ван Влієт (нід. Nel van Vliet, 17 січня 1926 — 5 січня 2006) — нідерландська плавчиня.
Олімпійська чемпіонка 1948 року.
Чемпіонка Європи з водних видів спорту 1947 року.